# 1882年有夫女財産法
1882年有夫女財産法（Married Women's Property Act 1882）（45 & 46 Vict. c. 75）**は、イギリス議会によって制定された法律であり、既婚女性の財産権に関するイングランド法を大きく改正した。この法律により、既婚女性が自己名義で財産を所有し、管理する権利を認められるなど、さまざまな事項が変更された。
”1882年有夫女財産法”という日本語訳は、坂本圭右(1969)に拠る。
この法律は、イングランド（およびウェールズ）とアイルランドに適用されたが、スコットランドには適用されなかった。
有夫女財産法（Married Women's Property Act）は、他のイギリス領土における類似の立法の模範となった。たとえば、ヴィクトリア州では1884年に、ニューサウスウェールズ州では1889年に同様の法律が制定され、他のオーストラリア植民地でも1890年から1897年の間に同様の法律が成立した。

## イギリスの女性財産法
イングランドのコモン・ロー（慣習法）は、妻の役割を「被覆婦人（feme covert）」として定義し、妻の夫に対する従属を強調した。そして、妻は「夫、すなわち彼女の男爵または領主の保護と影響の下に置かれるもの」とされた。
結婚すると、夫と妻は法律上ひとつの人格とみなされ、妻の財産は夫に譲渡されることとなり、妻が独立した法的人格として財産を所有し、自らの名で訴訟を起こし、また訴えられるといった権利は失われた。
結婚中に妻が取得した動産（個人財産）は、それが明確に「妻自身のためのもの」と定められていない限り、自動的に夫の所有となった。たとえば、女性作家が結婚前に著作権を有していた場合、その著作権は結婚後に夫へ移転することになった。
さらに、既婚女性は夫の同意なしに遺言を作成したり、財産を処分したりすることができなかった。
女性が相続できる財産には制限があった。男性のほうが不動産（土地）を相続する可能性が高く、娘は兄弟がいる場合、衣服、宝飾品、家庭用家具、食料、その他すべての動産といった動産の相続に限定されることもあった。
遺言が存在しない場合には、イングランドの**長子相続制（primogeniture）の法により、最年長の息子がすべての不動産を相続する権利を自動的に得る一方で、娘が不動産を相続できるのは男子相続人がいない場合に限られた。
無遺言の場合の長子相続制は、1925年の財産法（Law of Property Act 1925）**によってイングランドの時代遅れの不動産法が簡素化・改正されるまで、イギリスの制定法として残り続けた。
娘たちの不利な立場を認識していた父親たちは、しばしば結婚持参金（dowry）を与えるか、または婚前契約（prenuptial agreement）の中に「ポケットマネー（pin money）」、すなわち妻が自己のためだけに単独で使用するための財産を盛り込んだ。この財産は夫の管理下には置かれず、妻が夫とは別個に収入を得るためのものであった。
このような措置は、「使用のための封臣（feoffees-to-use）」、すなわち受託者（trustees）に財産を譲渡することで実現可能であった。彼らは法的には財産を保持するが、それは「妻のための使用」に基づくものであり、妻が実質的・衡平法上の所有者（equitable and beneficial owner）となった。
その結果として、妻は受託者を通じて財産の利益を受け取り、また衡平法に基づく「受益所有者」としての権利を通じてその管理を行うことができた。
既婚女性とは対照的に、結婚しなかった女性や寡婦となった女性は、自らの財産や相続を引き続き管理することができた。彼女たちは土地を所有し、財産の処分を自由に行うことができた。というのも、法律上、未婚の成人女性は「単独婦人（feme sole）」とみなされていたからである。
一度結婚すると、女性が財産を再び取り戻す唯一の方法は、寡婦になることであった。
例外は極めて少なく、既婚女性でありながら単独婦人とされた者には、イングランド女王たち、そしてマーガレット・ボーフォートがいる。彼女は1485年に、息子（後のヘンリー7世）が議会を通じて特別に単独婦人と認定した人物であり、この時点で彼女は依然としてトマス・スタンリー（ダービー伯）と婚姻関係にあった。
婚姻の解消は、夫からであれ妻からであれ、通常は離婚した女性を困窮させる結果となった。というのも、当時の法律は女性に婚姻財産に対する権利を一切認めていなかったからである。
1836年のキャロライン・ノートン裁判は、イングランドの財産法における不当性を浮き彫りにし、社会的な支持を集めることとなった。その結果、有夫女財産法（Married Women's Property Act）の制定へとつながった。

## 引用
1. ↑  坂本圭右 (1969). “イギリス家族法関係国会制定法集 (3): 夫婦別産原理の確立とその展開に関する一連の国会制定法 (3)”. 中亰法學 4 (3):  227-257.